# Gastronomia de l'Uruguai
La gastronomia de l'Uruguai és la gastronomia tradicional pròpia de l'Uruguai. Té influència europea (sobretot de la castellana i italiana) i criolla, i també petites influències africanes. Manté una estreta relació amb la gastronomia de l'Argentina, encara que molts dels seus plats s'assemblen als del Brasil.

## Plats
Entre els menjars típics del país destaquen l'asado (rostit de carn bovina), la graellada (de carn bovina, porcina i ovina), les panades, la milanesa (les escalopes de carn bovina o de pollastre), el chivito (filet de carn bovina amb guarnició) i el choripán (xoriço de porc o de vaca amb pa). D'influència italiana són la pizza i la pasta.

## Dolços
Quant a les postres, cal ressaltar l'alfajor de xocolata o sucre (conegut localment com a alfajor de nieve) farcit d'almívar de llet, les coques fregides o tortas fritas (fetes amb farina de blat, greix boví i llevat, fregits en oli de gira-sol), el massini (pa de pessic amb rovell d'ou, sucre, caramel i nata), la pasta frola (de dolç de codony, batata o de llet, amb fines capes de massa ensucrada), i el chajá (típic de Paysandú, conté merenga, crema, pa de pessic, nata i préssec o maduixa).

## Begudes
Pel que fa a les begudes, el mate (infusió d'herba mate i altres herbes naturals en un recipient especial que pot ser de fusta, de metall o de carabassa buidada, i que es beu amb una palleta metàl·lica coneguda localment com a bombilla) és la beguda nacional per excel·lència, encara que el seu consum també és freqüent a tot el Con Sud. Altres begudes que mereixen atenció són el malt d'ordi (o malta de cebada en castellà), i les alcohòliques com l'espinillar i el vi de raïm tannat, un producte d'exportació.
L'elaboració de la grappamiel és una beguda alcohòlica d'alta graduació que és una combinació de la grappa italiana amb mel d'abella.